# 후두암
후두암(喉頭癌, Laryngeal cancer)은 후두에 발생하는 악성 종양의 총칭으로 대개 후두의 피부에서 발원하는 것을 보여주는 편평상피암이다. 암은 후두의 모든 부위로 퍼질 수 있지만, 치료율은 종양의 위치에 따라 영향을 받는다. 종양의 단계를 목적으로 하여, 후두는 세 가지 해부학적 부위로 분류된다. 성문(聲門 lottis, 우리가 흔히 진짜 성대라고 하는 이음매 앞뒤), 성문상부(supraglottis, 피열 연골과 피열후두개 주름, 가성대), 성문하부(subglottis)가 그것이다.
대부분의 후두암은 성문으로부터 기인한다. 성문상부암은 덜 일반적이고, 성문하부 종양은 가장 빈도수가 낮다.
성문암은 국지적 경부 임파선에 전이를 통해 인근 부위로, 또는 혈액을 통해 더 멀리 직접적인 확산을 한다. 원거리 전이는 폐부까지가 가장 일반적인 경우이다. 1990년 사망자 76,000명에서, 2013년에는 88,000명으로 늘어났다. 미국 내에서 5년 생존 비율은 60%였다.

## 대한민국의 사례
2015년 5월 15일, 국민건강보험공단은 담배회사를 상대로 537억원의 손해배상을 청구한 국민건강보험공단이 3484명의 폐암 발생원인이 ‘흡연’이라는 근거자료를 제출했다. 소송 대상자 중 지난해 12월 기준 생존자는 724명, 사망자는 2760명이었다. 진단받은 암종은 편평상피세포 폐암 2163명, 소세포 폐암 844명, 편평상피세포 후두암 477명이었다. 건보공단은 흡연과의 관련성이 높은 것으로 알려진 폐암 중 편평세포암, 소세포암, 후두암, 편평세포암을 위주로 추렸으며, 하루 1갑 이상 20년 이상의 장기 흡연자를 대상으로 선정해 인과관계가 명확하다는 주장을 펼쳤으며, 반면 “담배 회사들은 공단이 제출한 자료가 증거로서의 가치가 없다”고 주장했다.